# Kim Grant (voetballer)
Kim Tyrone Grant (Sekondi-Takoradi, 25 september 1972) is een Ghanees voormalig voetballer die als aanvaller speelde.

## Clubcarrière
Grant begon zijn carrière in 1991 bij Charlton Athletic FC. In 6 jaar speelde hij er 123 competitiewedstrijden.  Grant beëindigde zijn spelersloopbaan in 2008.

## Interlandcarrière
Grant debuteerde in 1996 in het Ghanees nationaal elftal en speelde 7 interlands.